# Twój wzrok
Twój Wzrok – singel polskich influencerów – Hi Hanii oraz Świeżego – wydany z zespołem Genzie. Singiel został wydany 14 lutego 2023.
Nagranie otrzymało w Polsce status podwójnie platynowej płyty 30 grudnia 2023.
Singel zdobył prawie 16 milionów wyświetleń w serwisie YouTube (na styczeń 2024) oraz ponad 11 milionów odsłuchań w serwisie Spotify (na styczeń 2024).

## Nagrywanie
Utwór został wyprodukowany przez Clearminda oraz FANTØM-a. Za mix/mastering utworu odpowiada również FANTØM. Tekst do utworu oraz realizację odpowiada Jędrek Wołodko.

## Twórcy
- Hi Hania – wokal
- Świeży – wokal
- Clearmind – produkcja
- FANTØM – produkcja, realizacja
- Jędrek Wołodko – tekst

## Certyfikaty
| Kraj          | Certyfikat         | Sprzedaż |
| ------------- | ------------------ | -------- |
| Polska (ZPAV) | 2× platynowa płyta | 100 000+ |